# Louis LeComte Dupré
Pour les articles homonymes, voir Dupré.
Louis LeComte Dupré (1654 - 13 juillet 1715) était un négociant de Ville-Marie ainsi que le deuxième seigneur de Terrebonne. C'est sous son autorité que les premiers colons de la seigneurie de Terrebonne sont venus, et c'est aussi à lui que l'on doit le premier moulin de Terrebonne, bien qu'il ne sera construit qu'après sa mort.

## Biographie

### Vie dans la région de Trois-Rivières
En 1672, alors qu'il a 18 ans, on sait que Dupré vit désormais en Nouvelle-France, à Bécancour, en face de Trois-Rivières. Il y cultive sans doute la terre. Il est également qualifier d'« arquebusier », ce qui suggère qu'il avait été dans l'armée. En 1679, il s'établit à Champlain, de l'autre côté du fleuve, où il fait du commerce et de l'agriculture. Le 20 octobre 1679, il était parrain de l'enfant d'Antoine-Adhémar Martin, notaire. À 27 ans, il possède trois têtes de bétail, un mousquet, et une terre de 18 arpents, comme en témoigne le recensement de 1681,,.

### Achat de la seigneurie de Terrebonne
Le sieur Daulier Deslandes met sa seigneurie en vente, aussi donne-t-il une procuration à Charles Aubert, sieur de La Chesnaye pour ce faire. Dupré signe le contrat d'achat le 26 octobre 1681, à Québec, dans le bureau du notaire Pierre Duquet, et débourse la somme de 500 livres payées comptant. Il n'est âgé que de 27 ans. Il partira ensuite s'établir à Ville-Marie en 1683.

### Mariage

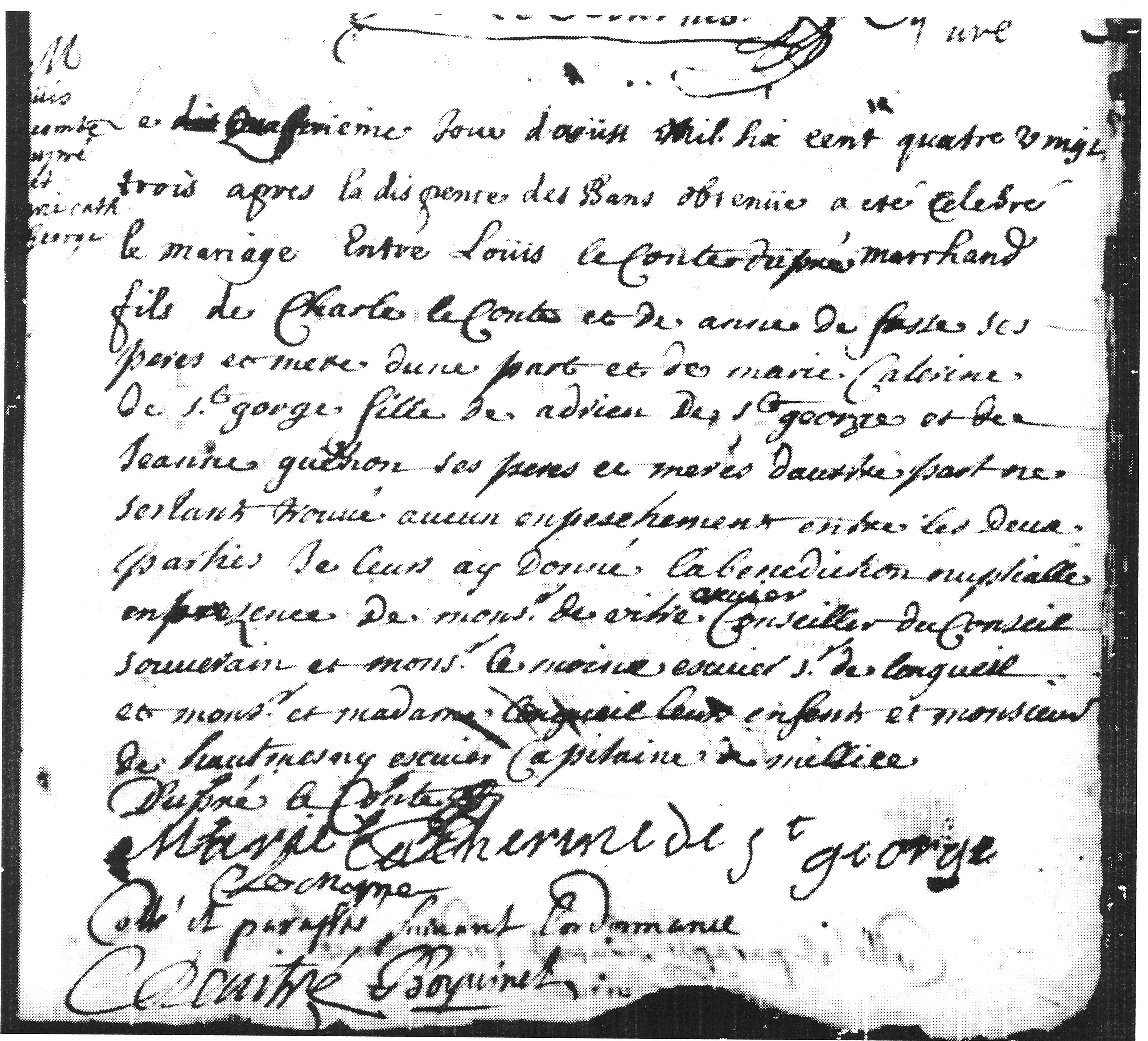
Contrat de mariage

Le 4 août 1683, Dupré épouse Marie-Catherine Rolland de Saint-Georges à Ville-Marie. Le contrat de mariage, reçu le 29 octobre 1683, n'aura pas été enregistré avant le 4 novembre 1704. Ils auront 16 enfants ensemble, qui naîtront tous à Ville-Marie entre 1684 et 1703, mais dont certains mourront en bas âge,.

### Arpentage de Terrebonne et serment d'hommage
Dupré commence à s'intéresser à sa seigneurie de Terrebonne. Il tient à s'assurer de la frontière qui la sépare de celle de La Chesnaye (prononcer Lachenaie). En 1685, il fait appel à l'arpenteur Gilbert Barbier. Ce dernier se rend à La Chesnaye, et le commandant Lessard lui prête des hommes pour l'aider dans sa tâche : Pierre Roy et François Meunier. Ils posent « deux borne de pierre et potase et plon desour pour les recononestre o besoin ». Barbier retournera en 1687 pour terminer de poser les bornes.
Selon  l'acte de concession, Dupré est tenu de prêter foi et hommage au roi. Ce n'est que le 23 octobre 1698 qu'il s'exécute, soit dix-sept ans après l'achat de la seigneurie. Il se présente à Québec, devant messire Jean Bochart (VIIIe du nom), seigneur de Champigny, Noroy et Verneuil et intendant de la Nouvelle-France. On y récite aussi les bornes de la seigneurie.
À cette époque, la guerre faisait rage entre Français et Iroquois. En 1684, la seigneurie voisine de La Chesnaye construit un fort pour protéger l'hôtel seigneurial et ses dépendances. Les Iroquois organisent des raids à La Chesnaye : une fois en 1687 et deux fois en 1689 (août et novembre). Une compagnie du régiment de Carignan-Salières est en poste à La Chesnaye de 1689 à 1701. Le conflit contre les Iroquois se double d'un conflit entre l'Angleterre et la France : la  guerre de la Ligue d’Augsbourg/guerre de Neuf Ans. Le 13 novembre 1689, survient le massacre de Lachenaie. En 1691 et 1692, La Chesnaye en encore attaquée. Finalement, la paix avec l'Angleterre est faite en 1697 (Traité de Ryswick), et avec les Iroquois en 1701 (Grande paix de Montréal). On comprend donc que Terrebonne ne sera pas colonisée durant cette époque trouble.

### Activité commerciale à Ville-Marie
Dupré devient peu à peu un bourgeois important de Ville-Marie. Il s’occupe du commerce de gros et de pelleteries.
Le 27 janvier 1685, Dupré est élu marguillier de la Fabrique de Notre-Dame de Ville-Marie.
En 1686, il se fait accorder un congé de traite dans les Pays-d’en-Haut, mais il le revend.
En 1694, il se porte acquéreur de terrains près de la place du marché et de la rue Saint-Louis.
Le 1er septembre 1696, il s'associe à Paul Le Moyne de Maricourt et son épouse Marie-Madeleine Dupont de Neuville, pour une durée de trois ans. Le Moyne investit dans cette entreprise tous les fonds d'une société qu'il détenait précédemment, à intérêt de 5 %. Dupré lui aussi bénéficierait du même intérêt sur les sommes qu'il investirait dans cette société. La seule obligation de Dupré à l'égard de son associé est de « faire un Inventaire Touttes les années des effects qui appartiendront a lad société afin de connoistre les pertes ou proffits qu'il aura plus a dieu de leur donner ». Le mois suivant, Dupré y investit 8 000 livres en monnaie de pays. Malheureusement, cette entreprise n'est pas très fructueuse. Le 29 décembre 1703, Le Moyne fait l'inventaire, devant notaire, des biens de la communauté, qui vient d'être dissoute par la mort de sa femme. Cela nous apprend que les profits de cette société se sont élevés à 14 000 livres, mais comme les créances atteignaient 16 710 livres, il y avait donc une perte de 2 710 livres. La part de Dupré dans ces pertes représentait 1 355 livres. Finalement, son associé, Paul Le Moyne de Maricourt, meurt, et il doit régler seul les problèmes de son entreprise, ce qu'il fait avec difficulté. Cette affaire est portée en justice, et le Conseil souverain rend jugement : il condamne Dupré à payer 49 917 livres et 13 sous en monnaie de France, avec un intérêt à 5 %, à la succession de Le Moyne.
En 1696, il est question d'acquérir une modeste maison bâtie en pièce-sur-pièce, appartenant à un ecclésiastique, pour en faire une école, et il se joint aux marguilliers et d'autres habitants de marque pour ratifier, en compagnie du curé, l'acte de donation de cette propriété. Le projet échoue, et la propriété est cédée au Séminaire.

### Colonisation de Terrebonne
Durant l'époque suivant le traité de 1701, des gens approchent le sieur Dupré pour aller habiter son fief, et il les y autorise verbalement, quitte à officialiser le fait accompli devant notaire par la suite. Les premiers colons s'établissent près de la berge de la rivière des Mille Îles, que l'on se met à appeler la « côte de Terrebonne », parce que c'est « côtier ».  Ils s'installent entre le ruisseau de la Pinière et le ruisseau Viger (qui n'existe plus de nos jours).
En Nouvelle-France, malheureusement, il est alors courant que les seigneurs négligent leurs devoirs et omettent de faire construire à leur frais un moulin pour leurs censitaires. Cela devient si problématique que le Roi décide d'intervenir. Le 4 juin 1686, il ordonne « que tous les seigneurs [...] seront tenus d'y faire construire des moulins banaux dans le tems d'une année après la publication du présent arrêt, et le dit tems passé, faute par eux d'y avoir satisfait, permet Sa Majesté à tous particuliers, de quelque qualité et condition qu'ils soient, de bâtir les dists moulins, leur en attribuant à cette fin le droit de banalité. » Cet arrêt est enregistré à Québec le 21 octobre 1686.

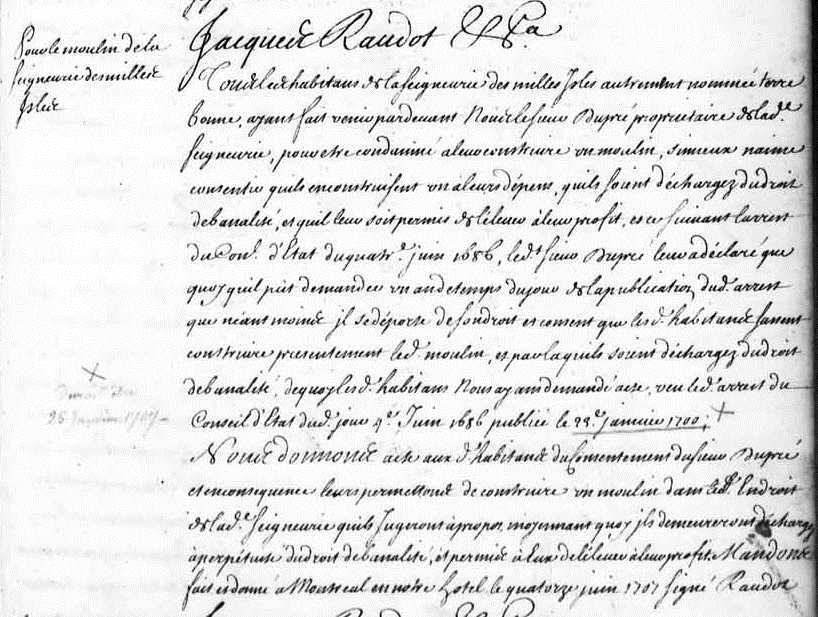
Ordonnance de l'intendant Jacques Raudot

L'arrêt est ensuite publié dans la prévôté de Montréal le 15 février 1707 et dès lors, il s'applique également à Terrebonne. À cette date, Dupré n'a toujours pas fait construire de moulin. Le 14 juin 1707, après que les premiers habitants de Terrebonne aient traîné leur seigneur en justice devant l'intendance, le co-intendant Jacques Raudot rend jugement : le sieur Dupré est « condamné à leur construire un moulin, si mieux n'aime consentir qu'ils en construisent un à leurs dépens, qu'ils soient déchargés du droit de banalité [une taxe pour avoir le droit d'utiliser le moulin du seigneur], et qu'il leur soit permis de l'élever à leur profit ». À cela, « le dit Sieur Dupré leur a déclaré que, quoiqu'il put demander un an de temps du jour de la publication du dit Arrêt [il restait encore 8 mois et 1 jour pour le faire], que néanmoins il se déporte de son droit [...]. » Cela signifie que désormais, les habitants de Terrebonne auraient le droit de construire eux-mêmes un moulin, d'être exemptés du droit de banalité et même d'en élever un pour leur propre bénéfice ! On pourrait croire que les habitants se seraient empressés de construire leur moulin, mais sans doute n'ont-ils pas pu se le payer, car ironiquement, ce sera aux frais du seigneur Dupré qu'il en sera construit un après sa mort.
La seigneurie de Terrebonne se développe, et Dupré décide d'établir combien il pourra exiger en cens et en rentes de ses censitaires, en fonction des dimensions des terres, et pour cela, il fait appel à l'arpenteur Basset. Ce dernier procède à l'arpentage le 13 et le 15 novembre 1710, en présence du seigneur. Il retourne ensuite à son bureau à Ville-Marie pour dessiner un plan sommaire, voire schématique, des concessions. Tout est représenté en lignes droites, même le tracé de la rivière.
Dupré a l'intention de développer sa seigneurie. Grâce aux actes de concession qu'il fait à ses censitaires, on sait qu'il avait l’intention de faire construire un hôtel seigneurial où il aurait pu percevoir les rentes, une église (qui aurait permis aux colons de ne plus devoir aller à Saint-François-de-Sales pour la messe), un presbytère, un moulin, ainsi qu'un chemin. Tous ces projets seront réalisés par des successeurs. Toujours grâce aux actes de concession, on sait que Dupré et sa femme se créent des réserves de pêche et de chasse à mesure qu'ils concèdent des terres.

### Accord entre Dupré et le Séminaire de Québec
La rivière des Mille Îles porte bien son nom : elle est parsemée d'innombrables îles. À cette époque, elles commencent à être colonisées. La propriété de certaines de ces îles est incertaine, car tant Dupré que le Séminaire de Québec, qui possédait à cette époque l'île Jésus d'en-face (Laval), peuvent les revendiquer. Il faudra donc résoudre ce litige.
Pour sa part, Dupré, d'après le titre de concession qu'il avait acquis de Daulier Deslandes, possédait les « Batures et Isles de la dite Rivière des Prairies vis-à-vis les terres de la dite concession Terrebonne ».
En ce qui concerne le parti du Séminaire de Québec, les îles qu'il revendiquait avaient été héritées des propriétaires précédents. Au début, l'île Jésus avait appartenu aux Jésuites. En 1672, ils cédèrent leur île à François Berthelot, secrétaire du roi Louis XIV, quatre jours après que l'intendant Jean Talon lui ait lui-même concédée au nom du roi. Avec l'île Jésus avaient été concédées les « Isles aux Vaches et autres adjacentes ». En 1675, Berthelot céda toutes ces îles à l'évêque de Québec, Monseigneur de Laval. Enfin, ce dernier céda toutes ces îles au Séminaire de Québec. Par la suite, le Séminaire va céder des îles à des colons : l'île Saint-Jean à Robin dit Lapointe, l'île Saint-Pierre à Gareau, l'île Saint-Joseph à Pierre Amant, l'« îlet plat » à Clément Charles, et l'île Bourdon est sur le point d'être concédée. En ce qui concerne l'Île aux Vaches, deux concessions y ont été faites à Joseph Ethier et à Augustin Huboust, chacune ayant 60 arpents carrés de superficie.
Les deux partis se rencontrent donc à Québec le 20 juin 1713. Le Séminaire est représenté en la personne de Pierre Drouillard de La Giroflée, leur économe. On convient que le Séminaire garde toutes les îles qui sont déjà concédées (Île aux Vaches, île Saint-Jean, Île Saint-Pierre, Île Saint-Joseph, Île Bourdon), tandis que Dupré garde toutes les autres. En ce qui concerne les deux habitants de l'Île aux Vaches, Ethier et Huboust, ils deviennent les censitaires de Dupré. Bien longtemps après cet entretien, l'accord sera officiellement ratifié le 27 juillet 1749, pour rassurer le seigneur de cette époque, le sieur de La Corne.

### Décès et succession
Dupré meurt le 13 juillet 1715. Il laisse derrière lui une descendance nombreuse.
Sa femme, Catherine Rolland de Saint-Georges, s'occupe de l'administration de la seigneurie pour les trois années qui suivent. Elle concède de nouvelles terres à Terrebonne et ratifie les contrats conclus verbalement par son mari. Il semble aussi que ce soit elle qui ait finalement fait construire le moulin promis par son époux, que les habitants n'ont pas pu construire à leurs frais bien qu'ils en aient eu la permission. En effet, dans un acte de concession daté du 2 octobre 1716, il est fait mention de « terres du moulin ». En 1718, il ne fera plus de doute que ce moulin existe, comme nous le verrons incessamment. Ainsi donc, le premier moulin de Terrebonne se trouva sur la côte de Terrebonne, en face de l'île Perron, là où l'on trouve de nos jours des lignes à haute-tension d'Hydro-Québec.
Madame Dupré décide de se défaire de la seigneurie de Terrebonne. Le 1er octobre 1718, la rencontre a lieu avec l'acheteur, François-Marie Bouat, à Montréal. La venderesse agit en tant que seigneuresse de Terrebonne, en sa qualité de tutrice pour ses enfants mineurs, ainsi qu'en vertu d'une procuration obtenue de ses deux fils majeurs, absents de la ville. Elle est accompagnée de son gendre Jean-Baptiste Charly, époux de sa fille Charlotte. Elle s'engage à faire ratifier cette vente par ses enfants mineurs lorsqu'il auront atteint l'âge de la majorité. L'acte de vente fait mention de l'accord qui a été fait avec le Séminaire de Québec, et comprend également « toutes  ses appartenances et dependances droits de peche, Chasse prairies Domaine Moulin, cens et rentes ». Comme on le voit, le moulin est désormais bâti. Bouat verse la somme de 5 268 livres et 15 sous en monnaie de France en cartes au cours d'alors (qui faisaient 10 537 livres 10 sous en cartes simples suivant leur ancien cours).

## Hommage
- La rue Dupré à Terrebonne